# Домулджень
Домулджень (рум. Domulgeni) — село у Флорештському районі Молдови. Утворює окрему комуну.

## Населення
За даними перепису населення 2004 року у селі проживали 1496 осіб.
Національний склад населення села:
| Національність   | Кількість осіб | Відсоток   |
| ---------------- | -------------- | ---------- |
| молдавани румуни | 1476 3         | 98,7% 0,2% |
| українці         | 11             | 0,7%       |
| росіяни          | 5              | 0,3%       |
| гагаузи          | 1              | 0,1%       |
| Всього           | 1496           | 100%       |

## Відомі особистості
В поселенні народився:
- Варзар Іван Михайлович (* 1937) — український політолог.